# 坂田駅 (茨城県)
坂田駅（さかたえき）は、茨城県新治郡新治村（現・土浦市）にあった筑波鉄道筑波線の駅（廃駅）である。

## 歴史
- 1955年（昭和30年）10月1日：常総筑波鉄道筑波線の駅として開業[2]。
- 1965年（昭和40年）6月1日：会社合併に伴い、関東鉄道の駅となる[4]。
- 1979年（昭和54年）4月1日：事業譲渡に伴い、筑波鉄道の駅となる[4]。
- 1987年（昭和62年）4月1日：筑波線の廃線に伴い廃止[3]。

## 駅構造・駅周辺
1979年当時、ホームは1面1線で、筑波方面を進行方向にして右側に位置した。ホームの両端開放型の待合室があり、駅の土浦側には道路との踏切があった。終始無人駅だった。

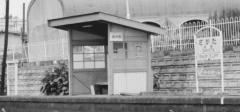
待合室（1979年）
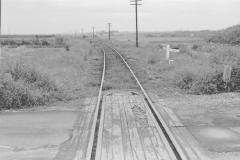
駅の土浦側にあった踏切（1979年）

## 駅周辺
駅北側には茨城県道199号小野土浦線が迫り、南東側には桜川が迫っている。上坂田の集落は駅北方、下坂田の集落は駅南東側にあったが、いずれも多少の距離があった。

## 隣の駅
筑波鉄道
筑波線
虫掛駅 - 坂田駅 - 常陸藤沢駅